# Viktor Arvidsson
Viktor Arvidsson (ur. 8 kwietnia 1993 w Kusmarku) – szwedzki hokeista, występujący w NHL, reprezentant Szwecji.

## Kariera klubowa
- Skellefteå AIK (2008–15.07.2014)
- Nashville Predators (od 15.07.2014 - 
  -  Milwaukee Admirals (2014–2016)

## Kariera reprezentacyjna
- Reprezentant Szwecji na MŚJ U-18 w 2011
- Reprezentant Szwecji na MŚJ U-20 w 2013
- Reprezentant Szwecji na MŚ w 2018

## Sukcesy
Reprezentacyjne
- srebrny medal z reprezentacją Szwecji na Mistrzostwach Świata Juniorów U-18 w 2011
- srebrny medal z reprezentacją Szwecji na Mistrzostwach Świata Juniorów U-20 w 2013
- Złoty medal z reprezentacją Szwecji na  MŚ w 2018

Klubowe
- Clarence S. Campbell Bowl z zespołem Nashville Predators w sezonie 2016–2017